# Marangon (cognome)
Marangon è un cognome di lingua italiana.

## Origine e diffusione
Il cognome Marangon affonda le sue radici nelle tradizioni artigiane del Nord-Est Italia, in particolare nel Veneto e nel Friuli-Venezia Giulia. Il termine “marangón”, da cui deriva, è una variante dialettale che indica il mestiere del falegname, figura essenziale nelle comunità contadine e urbane di una volta. Il nome, legato al lavoro manuale e all’abilità artigiana, testimonia una cultura in cui le professioni definivano l’identità sociale.
Dal punto di vista geografico, Marangon è maggiormente presente nelle province venete di Venezia e Treviso, ma si riscontra anche in Friuli, con nuclei rilevanti nelle zone di Udine e Pordenone. L’emigrazione italiana tra Ottocento e Novecento ha poi contribuito alla diffusione del cognome anche all’estero, in particolare in Sud America – dove lo troviamo in Argentina e Brasile – e in Nord America, dove si è mantenuto vivo nelle comunità italiane.